# Pointe du Grouin
Die Pointe Du Grouin (bretonisch Beg an Trein) ist eine Landzunge an der Côte d’Émeraude in der nordöstlichen Bretagne Sie liegt etwa vier Kilometer nördlich der Gemeinde Cancale.

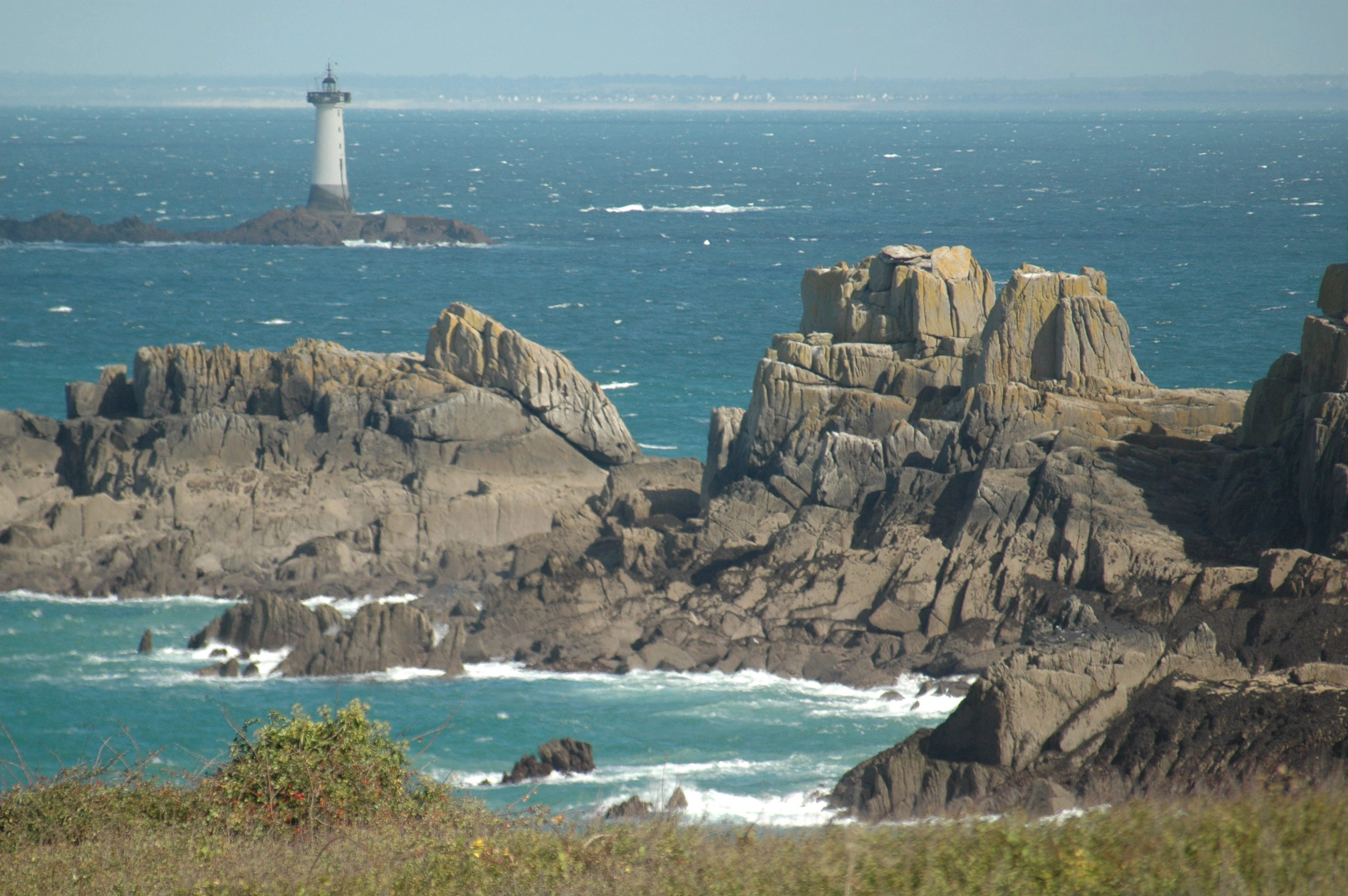
Pointe du Grouin mit Leuchtturm

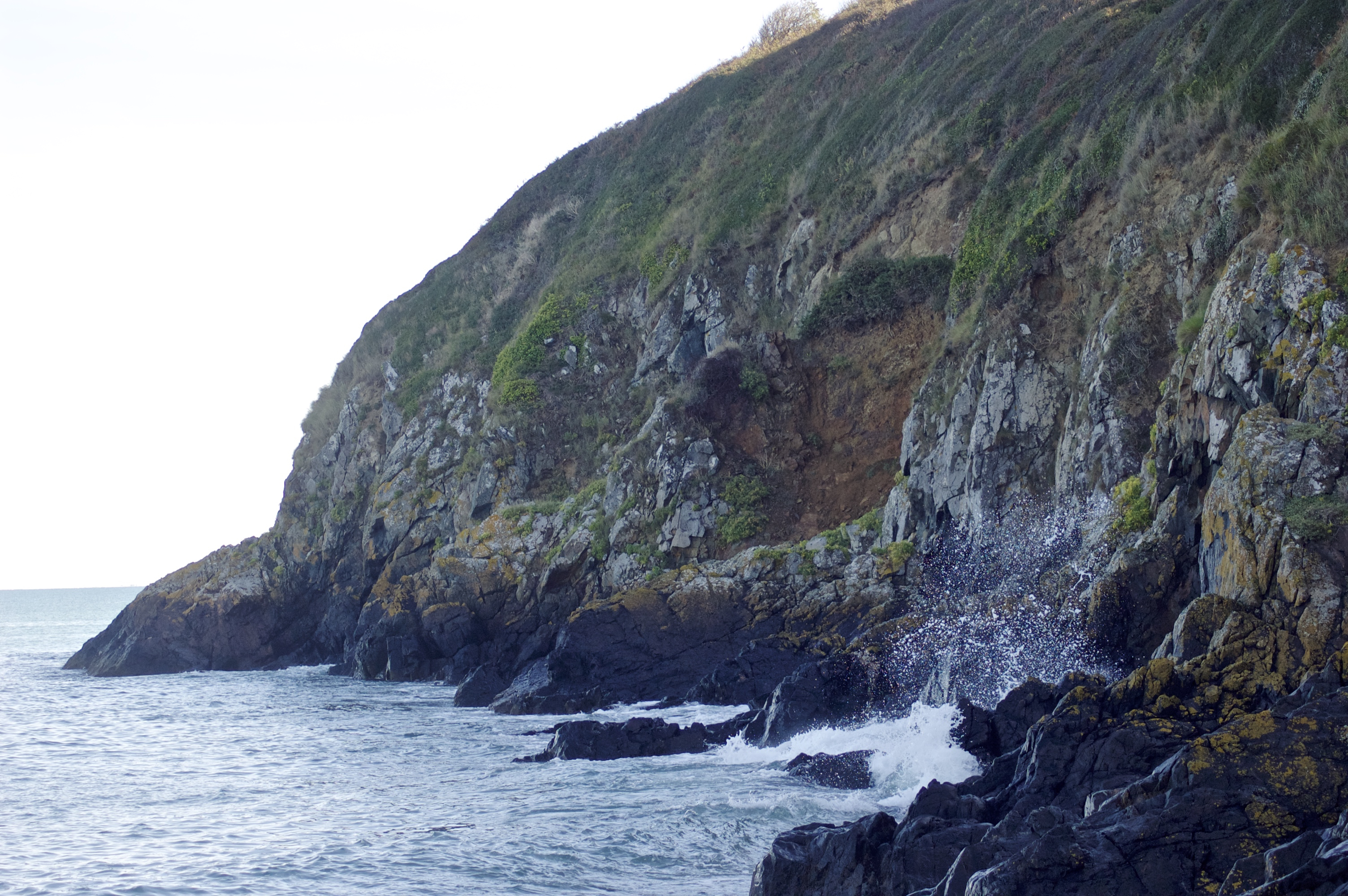
Die Bucht der Pointe du Grouin

Die Klippen bestehen aus Plutonitgestein, vor allem Granodiorit und Trondhjemit. Sie fallen steil zum Wasser hin ab und haben eine Höhe von bis zu 50 Metern. 
Das Kap ist mit Heidekraut bewachsen und seit 1961 ein Naturschutzgebiet. Im Juli 2007 wurden 60 Pflanzenarten registriert, unter anderem Meerfenchel, Alante, Flockenblumen und Grasnelken. Neben dem Kap liegen zwei Inseln, unter anderem die 1100 Meter lange und maximal 100 Meter breite Île des Landes. Hier befinden sich Nistplätze von Kormoranen, Krähenscharben, Brandgänsen, Austernfischern und verschiedenen Möwenartigen (vor allem Silber- und Heringsmöwen).
Etwa 2800 Meter vor dem Kap auf einem kleinen Felsenriff steht der 28 Meter hohe weiße Leuchtturm Phare de la Pierre-de-Herpin, welcher jährlich 15.000 Schiffe um die Landzunge lenkt. 1876 begann man mit dem Bau, am 1. Oktober 1882 nahm ein Leuchtturmwärter seinen Dienst auf. 1970 elektrifiziert, wird der Leuchtturm seit 1988 automatisch betrieben. Zwischen dem Festland und dem Leuchtturm startet alle vier Jahre die Transatlantik-Einhand-Segelregatta Route du Rhum.
Auf der Landzunge selbst befindet sich das 1861 errichtete Semaphor zur Beobachtung des Schiffsverkehrs, von welchem auch Seenotrettungseinsätze geleitet werden und welcher als Wetterstation dient. Das Kap ist touristisch erschlossen durch zwei Restaurants und ein Hotel. Im Semaphor finden Kunstausstellungen statt. Außerdem findet man auf dem Kap noch Reste deutscher Bunkeranlagen aus dem Zweiten Weltkrieg.